# Leptobrotula breviventralis
Leptobrotula breviventralis är en fiskart som beskrevs av Nielsen, 1986. Leptobrotula breviventralis ingår i släktet Leptobrotula och familjen Ophidiidae. Inga underarter finns listade i Catalogue of Life.